# زیارتگاه مرتضی علی
زیارتگاه مرتضی علی مربوط به دوره تیموریان - دوره صفوی است و در خاش، ۲ کیلومتری شرق میدان معلم واقع شده و این اثر در تاریخ ۷ مهر ۱۳۸۱ با شمارهٔ ثبت ۶۱۰۳ به‌عنوان یکی از آثار ملی ایران به ثبت رسیده است.